# Torpa norra
Torpa norra är en bebyggelse i norra delen av orten Torpa i Torpa socken i Varbergs kommun, Hallands län. Torpa (norra delen) avgränsades mellan 1995 och 2015 som en småort, för att 2015 klassas som en del av tätorten Torpa och 2020 återuppstå som separat småort. Vid avgränsningen 2023 klassades området återigen som en del av tätorten Torpa och denna småort avregistrerades.